# Marcus Alimonti
Marcus Rocco Alimonti (Bankstown, 4 luglio 1997) è un calciatore samoano, centrocampista del Dulwich Hill.

## Carriera

### Club
Ha sempre giocato nel campionato australiano.

### Nazionale
Ha collezionato 2 presenze con la propria Nazionale.